# Marc Beaumont (biskup)
Marc Beaumont (ur. 14 września 1961 w Cambrai) – francuski duchowny katolicki, biskup Moulins od 2021.

## Życiorys
Święcenia kapłańskie otrzymał 13 maja 1990 i został inkardynowany do archidiecezji Cambrai. Pracował głównie jako duszpasterz parafialny, był także wikariuszem biskupim ds. duszpasterstwa mediów oraz delegatem biskupim ds. mediów.
29 marca 2021 papież Franciszek mianował go ordynariuszem diecezji Moulins. Sakry udzielił mu 16 maja 2021 arcybiskup François Kalist.